# جدعون د. بيلي
جدعون د. بيلي هو سياسي كندي، ولد في 25 فبراير 1819، وتوفي في 1879.